# Hanjiang Linchang
Hanjiang Linchang (kinesiska: 韩江林场)  är en administrativ enhet på sockennivå i sydöstra Kina. Den ligger i Raoping härad i staden Chaozhou i provinsen Guangdong, omkring 370 kilometer öster om provinshuvudstaden Guangzhou. Antalet invånare är 1 058. Befolkningen består av 517 kvinnor och 541 män. Barn under 15 år utgör 18,0 %, vuxna 15-64 år 68 %, och äldre över 65 år 13,0 %. Enheten administrerar ett skogsbruk. 